# Subotica
Subotica (serbiska kyrilliska: Суботица, ungerska: Szabadka, tyska: Maria-Theresiopel eller Theresiopel) är en stad belägen i norra Serbien, i provinsen Vojvodina, nära gränsen till Ungern. Staden hade 98 000 invånare 2011, kommunen har cirka 142 000 invånare. Subotica är en multietnisk stad med många folkgrupper. De flesta av invånarna är serber (38,5%) följt av ungrare (24,1%) och kroater (11,2%) m.fl.
Det serbiska språket är det språk som förekommer mest i det dagliga livet, men ungerska används också av nästan en tredjedel av befolkningen i sina dagliga samtal. Båda språken är också allmänt förekommande i kommersiell och officiell skyltning.
Subotica är en industristad och i byarna runt om staden bedrivs jordbruk, då jorden i området är extremt fertil (precis som i stort sett hela Vojvodina).
Subotica har en järnvägsstation som också är den station där det går internationella tåg mellan Serbien och Ungern. Utanför Subotica går motorvägen mellan Belgrad och Budapest.
En betydande del av stadens byggnader är i jugendstil, något som är unikt för Serbien. Stadshuset (byggt 1908-1910) samt synagogan (byggd 1902) hör till de vackraste byggnaderna. Andra intressanta byggnader i staden är en synagoga byggd på 1600-talet, den ortodoxa kyrkan från 1700-talet, samt de katolska kyrkorna från 1723 och 1797.

## Historia
Namnet Subotica kommer från det serbiska ordet subota som betyder lördag. Subotica kan då översättas som lilla lördagen. Staden nämns första gången med det namnet 1679. Första gången staden nämns är annars 1391, då som Zabadka, en liten stad i Konungariket Ungern. Stadens ungerska namn, Szabadka, kommer från ordet szabad som betyder fri. 1743 ändrades stadens namn till Szent-Maria' och 1779 till Maria-Theresiapolis, efter Maria Teresia av Österrike. Namnet byttes sedan tillbaka 1811. På den tiden ingick Subotica i Österrike-Ungern.

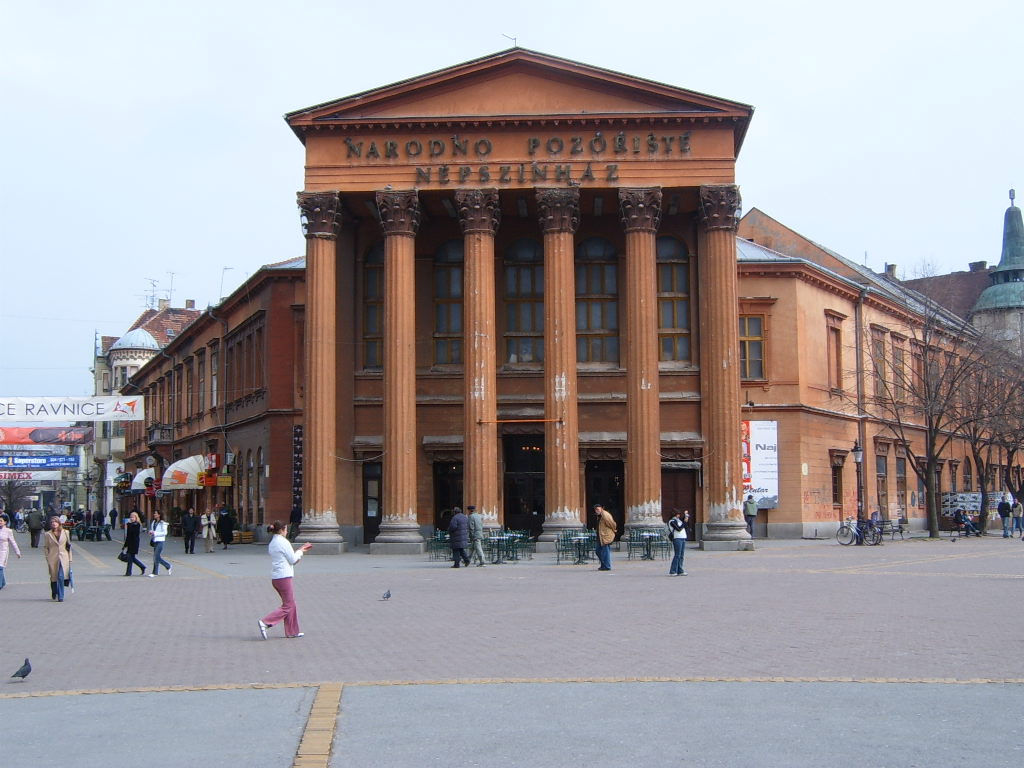
Den gamla teatern.

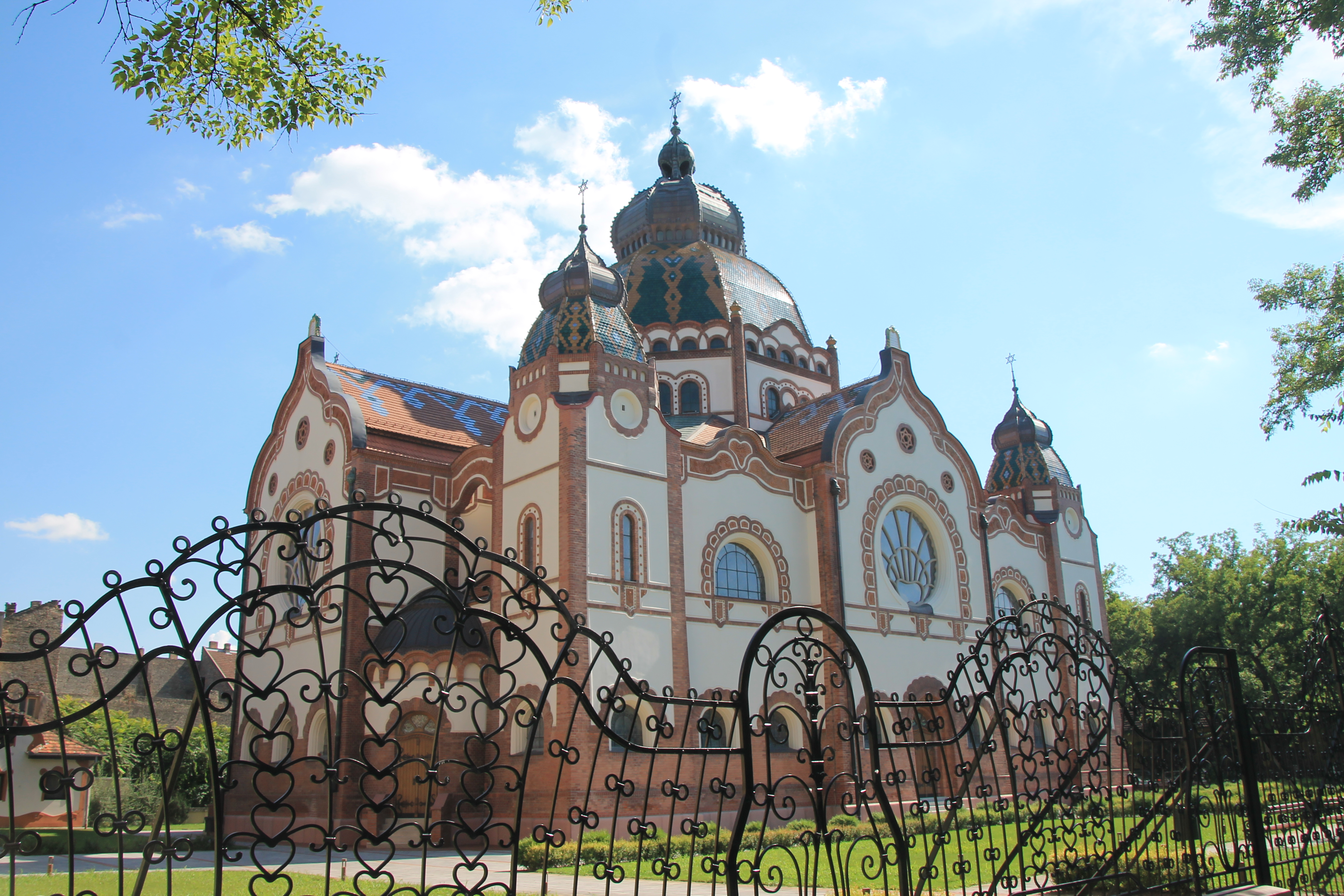
Synagoga.

Åren 1542–1686 var Subotica ockuperat av Osmanska riket. Efter den perioden var det inte mycket som återstod av den gamla staden. Även befolkningsstrukturen ändrades; många invånare flydde och andra flyttade senare in, mest serber som flyttades dit av turkarna. Serberna deltog senare tillsammans med ungrare i frihetskrig mot ockupationsmakten, som ledde till att Subotica 1697 blev en del av Militärgränsen som var en militärzon mellan Habsburg och Osmanska riket. De serbiska familjer som deltog i frihetskrigen fick stora privilegier. De togs senare bort, vilket ledde till att de flesta serberna lämnade staden i protest. De grundade Aleksandrovo, som idag är en stadsdel i Subotica.
Efter första världskriget ingick Subotica i Serbernas, kroaternas och slovenernas kungarike (senare Jugoslavien). Under en period var Subotica Jugoslaviens tredje största stad, efter Belgrad och Zagreb. Under andra världskriget ockuperades Jugoslavien av Axelmakterna och Subotica annekterades av Ungern. Staden förlorade då 7 000 av sina invånare. Efter krigen moderniserades Subotica. I och med balkankrigen på 1990-talet flydde många serber från Bosnien, Kroatien och Kosovo till staden. Under denna tid hade järnvägsstationen i Subotica stark gränskontroll på internationella tåg mellan Serbien och Ungern var på den tiden en besvärlig gränsstation att passera då det pågick konflikter på Balkan.

## Orter
Följande orter ligger i Subotica kommun:
| - Bajmok (Бајмок) - Bački Vinogradi (Бачки Виногради; ungerska: Királyhalom eller Bácsszőlős) - Bačko Dušanovo (Бачко Душаново; ungerska: Zentaörs) - Bikovo (Биково) - Čantavir (Чантавир; ungerska: Csantavér) - Donji Tavankut (Доњи Таванкут) - Đurđin (Ђурђин) - Gornji Tavankut (Горњи Таванкут) - Hajdukovo (Хајдуково; ungerska: Hajdújárás) | - Kelebija (Келебија; ungerska: Kelebia) - Ljutovo (Љутово) - Mala Bosna (Мала Босна) - Mišićevo (Мишићево) - Novi Žednik (Нови Жедник) - Stari Žednik (Стари Жедник) - Šupljak (Шупљак; ungerska: Ludas) - Višnjevac (Вишњевац) |

## Vänorter
| - Budapest, Ungern - Szeged, Ungern - Kiskunhalas, Ungern - München, Tyskland | - Wolverhampton, Storbritannien - Dunajská Streda, Slovakien - Olmütz, Tjeckien - Odorheiu Secuiesc, Rumänien | - Elche, Spanien - Namur, Belgien - Tilburg, Nederländerna - Osijek, Kroatien |

## Galleri

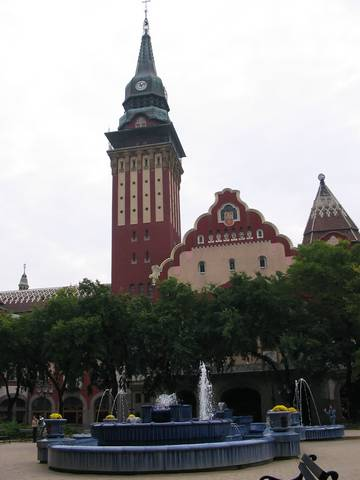
Suboticas rådhus.
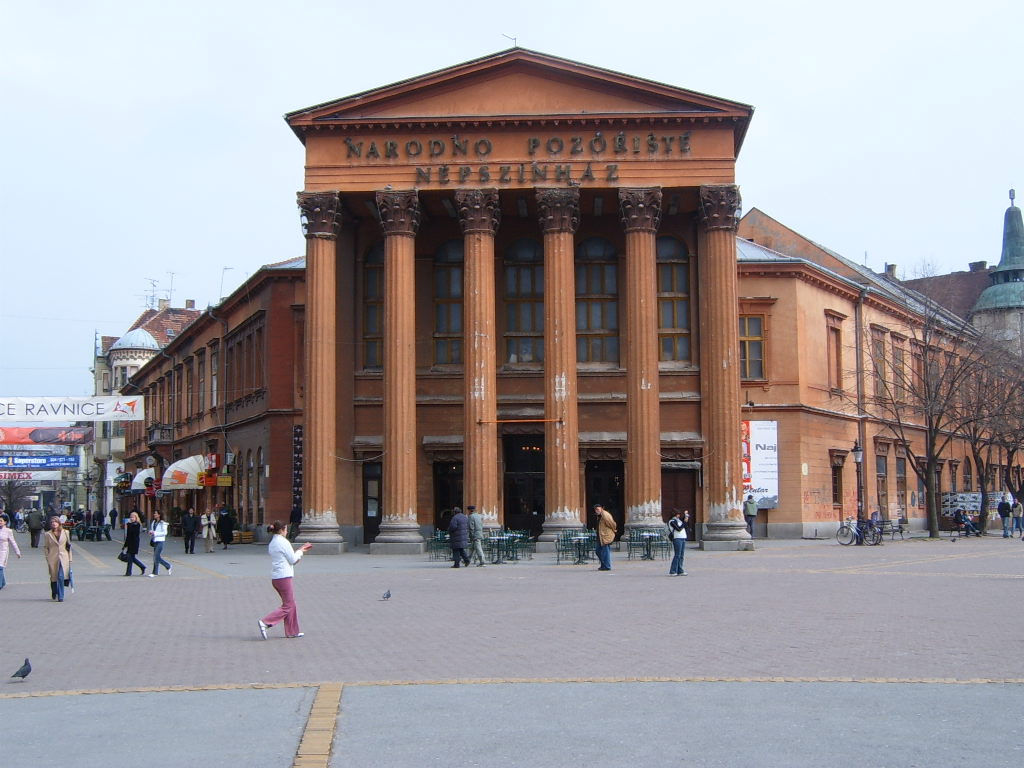
Teatern.
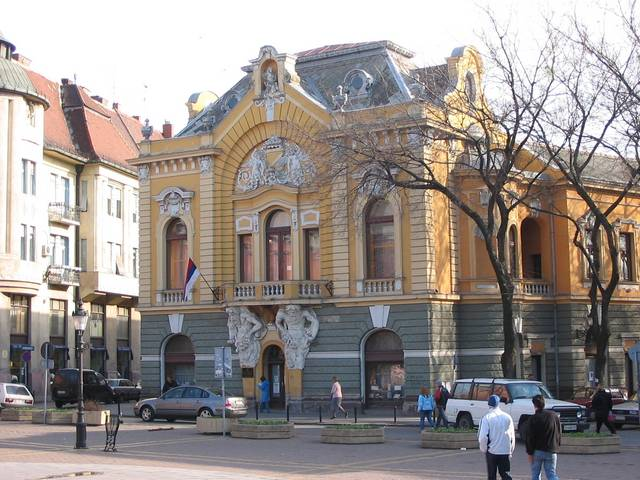
Stadsbiblioteket.
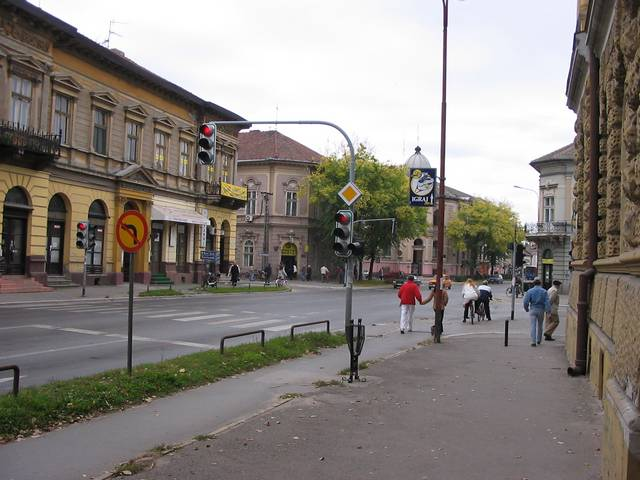
Gata i staden.
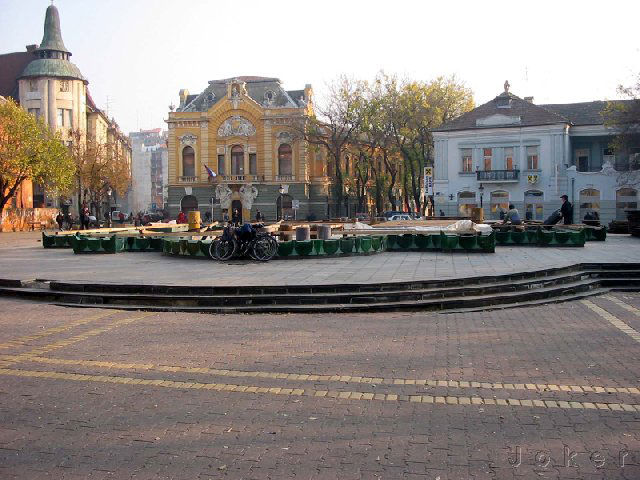
"Den gröna fontänen".
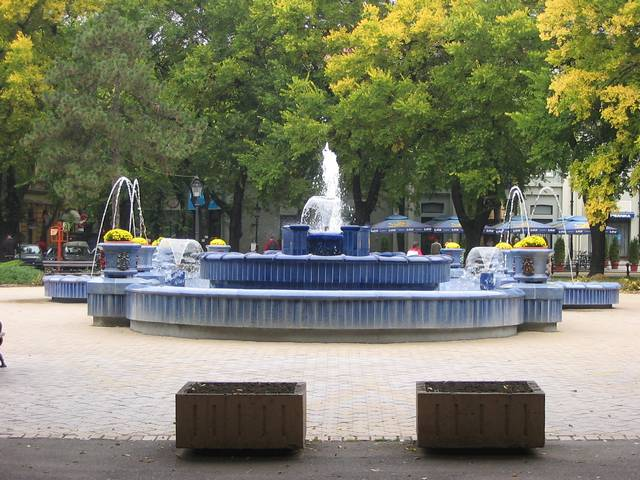
En annan fontän.
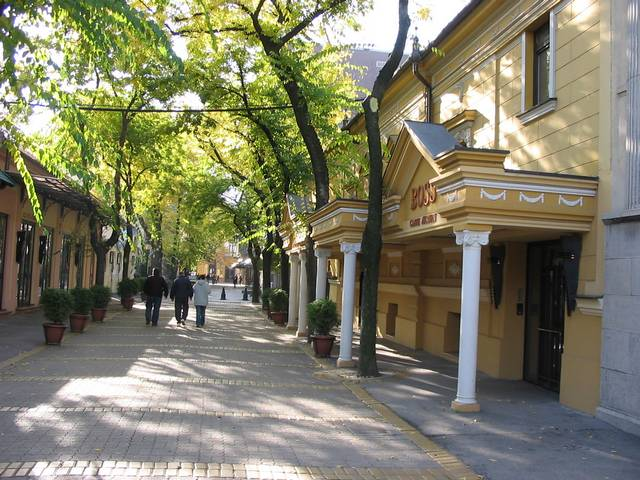
Gata i staden.